# E.ON Ruhrgas

E.ON Ruhrgas AG (Ruhrgas) (вимовляється  Еон Рургас ) - німецька компанія, найбільший в країні  дистриб'ютор природного газу. Штаб-квартира компанії розташована в Ессені.

## Власники та керівництво

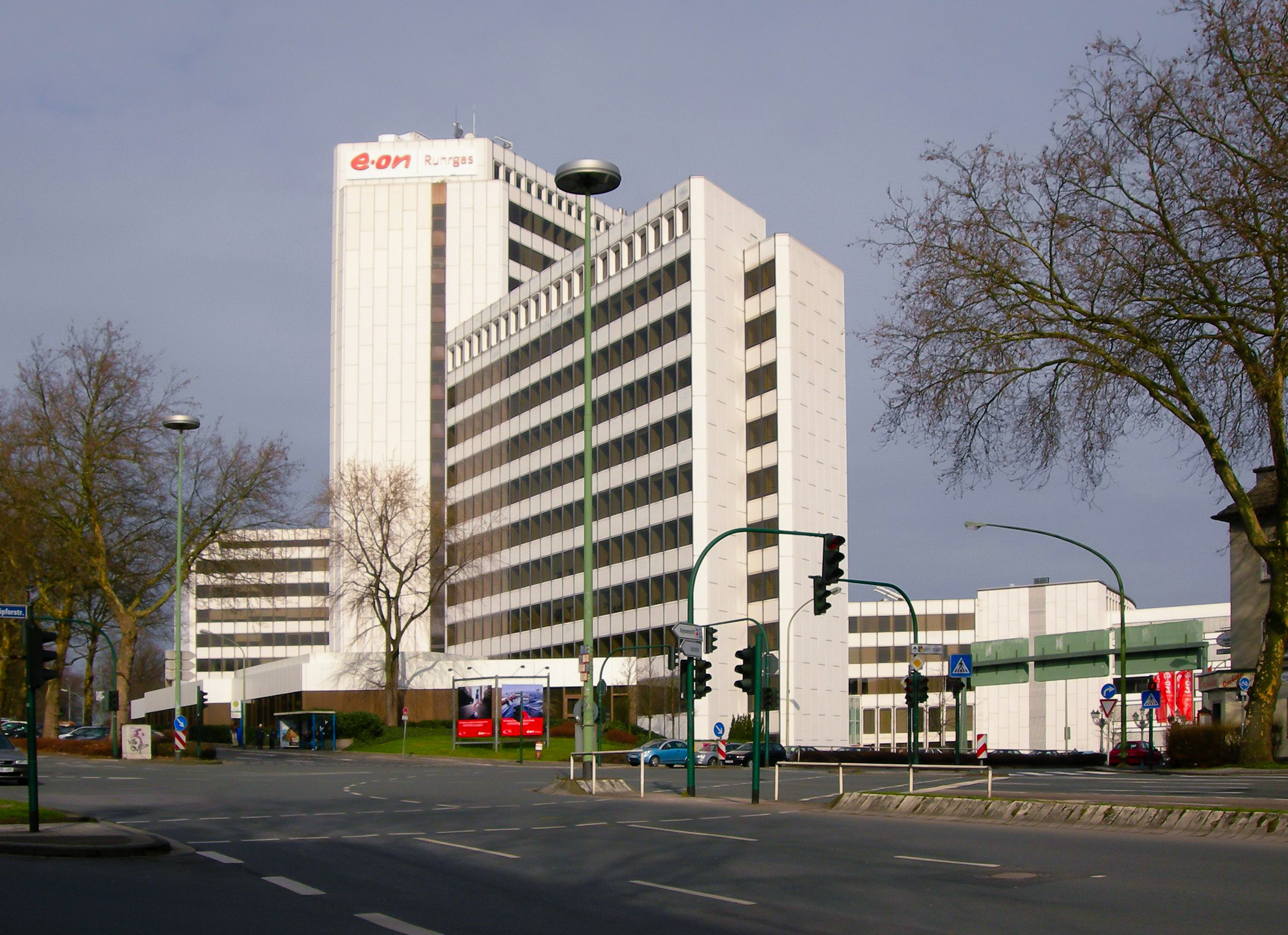
Штаб-квартира компанії в Ессені

Власник E.ON Ruhrgas — німецька енергетична компанія E.ON (100%).
Голова правління — Клаус Шефер.

## Діяльність
Газопровідна система компанії Ruhrgas на 2015 рік нараховувала 12 000 км, компанії належало 11 підземних газосховищ об'ємом 5,3 млрд м³, 28 компресорних станцій. E.ON Ruhrgas є важливим покупцем російського природного газу у «Газпрому».
Збут газу у 2010 році склав 695,4 кВт·год. Виручка за цей період — 20 896 млн €. 
Збут газу в 2006 році склав 61 700 млн м³ (709,7 кВт·год). Виручка компанії за цей період — 24 987 млн євро, чистий прибуток — 1,15 млрд євро.
1 вересня 2010 року на основі третього пакета лібералізації енергетики ЄС газотранспортна система та операції зі зберігання газу були передані E.ON Gastransport, перейменовану на Open Grid Europe.
2 травня 2013 року енергетична частина E.ON Ruhrgas було об'єднано з E.ON Global Commodities SE, що в Дюссельдорфі, а у 2015 році передано Uniper Group.